# Noah Bless
Noah Bless (* 1968 in Cambridge, Massachusetts) ist ein US-amerikanischer Jazzmusiker (Posaune) des Latin und Modern Jazz.

## Leben und Wirken
Bless wuchs in Cincinnati auf; den Bachelor als Klassischer und Jazz-Interpret erwarb er am Cincinnati Conservatory of Music und den Masterabschluss an der Manhattan School of Music. Seit seiner Ankunft in New York City im Jahr 1990 arbeitete Bless mit Musikern des Latin Jazz wie Paquito D’Rivera, Mario Bauzá (My Time Is Now, 1992), Willie Colón und Celia Cruz; außerdem wirkte er bei Aufnahmen von Joris Teepe und Andy Middleton mit. Des Weiteren spielte er seitdem in zahlreichen Bigbands und Ensembles wie dem von Don Braden, im Lincoln Center Afro-Cuban Jazz Orchestra, Vanguard Jazz Orchestra, Tito Puente Orchestra, Nick Levinovsky Big Band, David Berger & The Sultans of Swing, Joey Sellers’ Jazz Aggregation, Art Lillards Heavenly Big Band, im Spanish Harlem Orchestra, Duke Ellington Legacy, Kamikaze Ground Crew, bei Marc Anthony und La India. Gegenwärtig (2019) leitet Bless die Formation Slide Appeal, der die Posaunisten Matt MacDonald, Willie Applewhite und Max Seigel sowie Dan Kaufman (Piano), Edward Perez (Bass) und Scott Neumann (Schlagzeug) angehören.
2003 erlangte Bless den dritten Platz beim Thelonious-Monk-Wettbewerb. Gegenwärtig (2019) spielt er mit Adam Kolker, Rich Perry, Roberta Piket und Hilliard Greene in der Billy Mintz Band. Im Bereich des Jazz war er zwischen 1992 und 2017 an 24 Aufnahmesessions beteiligt, u. a. mit Virginia Mayhew, Josh Levinson und Vince Giordano (Boardwalk Empire).